# Mistrzostwa Polski w Saneczkarstwie 2015
Mistrzostwa Polski w Saneczkarstwie 2015 odbyły się na torze lodowym w Siguldzie na Łotwie w dniach 6–14 listopada 2015 roku. Zawodnicy rywalizowali w czterech konkurencjach: jedynkach kobiet i mężczyzn, w dwójkach mężczyzn oraz w zawodach drużynowych.
W jedynkach kobiet zwyciężyła Natalia Wojtuściszyn, a wśród mężczyzn najlepszy okazał się Wojciech Chmielewski.

## Wyniki

### Jedynki kobiet
| Miejsce | Zawodnik             | Klub                     | 1. zjazd | 2. zjazd | Czas     | Strata |
| ------- | -------------------- | ------------------------ | -------- | -------- | -------- | ------ |
| 1.      | Natalia Wojtuściszyn | UKS Nowiny Wielkie       | 43,445   | 43,535   | 1:26,980 | –      |
| 2.      | Ewa Kuls             | UKS Nowiny Wielkie       | 43,150   | 43,972   | 1:27,122 |        |
| 3.      | Dagmara Bednarczyk   | KS BESKIDY Bielsko-Biała | 45,486   | 46,258   | 1:31,744 |        |
| 4.      | Paula Kruk           | AZS AWF Katowice         | 44,705   | 50,672   | 1:35,377 |        |

### Jedynki mężczyzn
| Miejsce | Zawodnik             | Klub                    | 1. zjazd | 2. zjazd | Czas     | Strata |
| ------- | -------------------- | ----------------------- | -------- | -------- | -------- | ------ |
| 1.      | Wojciech Chmielewski | Karkonosze Jelenia Góra | 42,459   | 42,725   | 1:25,184 | –      |
| 2.      | Maciej Kurowski      | AZS AWF Katowice        | 42,667   | 43,021   | 1:25,688 |        |
| 3.      | Patryk Poręba        | AZS AWF Katowice        | 43,635   | 44,343   | 1:27,978 |        |
| 4.      | Karol Mikrut         | UMKS Parkowa Krynica    | 43,359   | 45,218   | 1:28,577 |        |
| 5.      | Artur Grudziński     | UKS Nowiny Wielkie      | 44,107   | 44,528   | 1:28 635 |        |
| 6.      | Adam Wanielista      | KS „Śnieżka” Karpacz    | 44,325   | 44,313   | 1:28,638 |        |
| 7.      | Kamil Gumulak        | UKS „Tajfun” Nowy Sącz  | 44,669   | 46,440   | 1:31,109 |        |
| 8.      | Kamil Rucki          | UKS Nowiny Wielkie      | 46,284   | 45,472   | 1:31,756 |        |
| 9.      | Damian Chamielec     | AZS AWF Katowice        | 45,972   | 47,420   | 1:33,392 |        |
| 10.     | Rafał Kopyra         | UKS Nowiny Wielkie      | 46,367   | 47,941   | 1:34,308 |        |
| 11.     | Jakub Porębski       | UKS „Tajfun” Nowy Sącz  | 53,473   | 52,152   | 1:45,624 |        |

### Dwójki mężczyzn
| Miejsce | Zawodnik                         | Klub                   | 1. zjazd | 2. zjazd | Czas     | Strata |
| ------- | -------------------------------- | ---------------------- | -------- | -------- | -------- | ------ |
| 1.      | Artur Petyniak / Adam Wanielista | KS Śnieżka Karpacz     | 35,226   | 35,413   | 1:10,639 | –      |
| 2.      | Patryk Poręba / Mateusz Żakowicz | AZS AWF Katowice       | 35,755   | 35,530   | 1:11,285 |        |
| 3.      | Artur Grudziński / Kamil Rucki   | UKS Nowiny Wielkie     | 36,690   | 36,675   | 1:13,365 |        |
| 4.      | Kamil Gumulak / Jakub Porębski   | UKS „Tajfun” Nowy Sącz | 37,648   | 41,161   | 1:18,809 |        |

### Drużynowo
| Lokata | Klub                                           | Zawodnik                         | 1. zjazd | Łączny czas | Strata |
| ------ | ---------------------------------------------- | -------------------------------- | -------- | ----------- | ------ |
| 1.     | KS Śnieżka Karpacz / UKS Nowiny Wielkie        | Adam Wanielista                  | 44,669   | 2:03,045    | –      |
| 1.     | KS Śnieżka Karpacz / UKS Nowiny Wielkie        | Ewa Kuls                         | 43,150   | 2:03,045    | –      |
| 1.     | KS Śnieżka Karpacz / UKS Nowiny Wielkie        | Artur Petyniak / Adam Wanielista | 35,226   | 2:03,045    | –      |
| 2.     | AZS AWF Katowice                               | Maciej Kurowski                  | 42,667   | 2:03,127    | ?      |
| 2.     | AZS AWF Katowice                               | Paula Kruk                       | 44,705   | 2:03,127    | ?      |
| 2.     | AZS AWF Katowice                               | Patryk Poręba / Mateusz Żakowicz | 35,755   | 2:03,127    | ?      |
| 3.     | UKS Nowiny Wielkie                             | Artur Grudziński                 | 44,107   | 2:04,242    | ?      |
| 3.     | UKS Nowiny Wielkie                             | Natalia Wojtuściszyn             | 43,445   | 2:04,242    | ?      |
| 3.     | UKS Nowiny Wielkie                             | Artur Grudziński / Kamil Rucki   | 36,690   | 2:04,242    | ?      |
| 4.     | UKS Tajfun Nowy Sącz-KSS Beskidy Bielsko Biała | Kamil Gumulak                    | 44,325   | 2:07,459    | ?      |
| 4.     | UKS Tajfun Nowy Sącz-KSS Beskidy Bielsko Biała | Dagmara Bednarczyk               | 45,486   | 2:07,459    | ?      |
| 4.     | UKS Tajfun Nowy Sącz-KSS Beskidy Bielsko Biała | Kamil Gumulak / Jakub Porębski   | 37,648   | 2:07,459    | ?      |